# 적갈색개얼굴박쥐
적갈색개얼굴박쥐(Molossops neglectus)는 큰귀박쥐과에 속하는 남아메리카 박쥐의 일종이다. 아르헨티나와 브라질, 콜롬비아, 가이아나, 페루, 수리남에서 발견된다.